# Тип 87 (ЗСУ)
Тип 87 SPAAG (87式自走高射機関砲 hachi-nana-shiki-jisou-kousya-kikan-hou) — японская зенитная самоходная установка, базирующееся на основе швейцарского автоматического зенитного орудия Эрликон GDF-005, установленного на модифицированном шасси танка Тип 74. Разрабатывалась в период с 1970 по 1987 год. Оснащена цифровой системой наведения и управлением огня. Для прицеливания использует радар и лазерный дальномер.

## История создания и производства
Силы самообороны Японии в начале 1980-х для замены старых зенитных самоходных установок M42 Duster, поставленных им США, через Оборонное Агентство Японии выработали требования по созданию отечественной зенитной самоходной установки. Контракт на поставку и производство заменяемых M42 Duster выиграла компания Mitsubishi Heavy Industries.
Тип 87 SPAAG был разработан компаниями Mitsubishi Heavy Industries в 1987 году, которая создало модернизированное шасси и Japan Steel Works которая, в свою очередь, занималась производством зенитного орудия.На начальном этапе производства Тип 87 SPAAG планировалось использовать шасси от танка Тип 61, однако впоследствии основой системы стало шасси от танков Тип 74.
Основная часть работ по разработке и тестированию была выполнена в 1982 году, а первые прототипы появились уже в 1983 году.

## На вооружении
- Япония — по данным отчёта Японии в ООН, в 2021 году на вооружении имелось 50 зенитных самоходных установок "тип 87"[3]